# Trachyphloeus bifoveolatus
Trachyphloeus bifoveolatus  (лат.) — вид долгоносиков из подсемейства Entiminae.

## Описание
Жук длиной 2,8—5 мм. Имеет тёмно-землистую окраску, монотонная. Голотрубка отделена от лба пологим поперечным вдавлением. Бока головы вдавлены перед большими, почти совсем плоскими, сходящимися вперёд глазами. Спинка головотрубка широкая, постепенно, но явственно суженная вперёд. На переднеспинке по бокам диска по два вдавления.